# Bullockia dyscritos
Bullockia dyscritos är en måreväxtart som först beskrevs av Arthur Allman Bullock, och fick sitt nu gällande namn av Razafim., Lantz och Birgitta Bremer. Bullockia dyscritos ingår i släktet Bullockia och familjen måreväxter. Inga underarter finns listade i Catalogue of Life.